# Ichthyophis glutinosus
La cecilia de Ceilán o cecilia común de bandas amarillas (Ichthyophis glutinosus) es una especie de anfibio gimnofión de la familia Ichthyophiidae.
Es endémica de Ceilán.
Habita en el centro y en el suroeste de la isla. Se ha citado en diferentes cotas de altitud: desde 50 hasta 1.355 m s. n. m. Se cuestiona una cita del nordeste de la India, por considerarse muy remota la posibilidad de su presencia allí.
Según comunicación personal de Wilkinson citada en el sitio de la Lista Roja de la UICN, se trata de una forma cuya zona de distribución no está suficientemente definida y cuya posición taxonómica ha de ser sometida a revisión.
Los especímenes recogidos en Welegama son semejantes a los otros adscritos a Ichthyophis glutinosa, pero parecen más próximos a I. orthoplicatus. Según Gower et al. (2005), podrían formar parte de un complejo aún por describir.
Aunque la zona de distribución de Ichthyophis glutinosus tal vez no abarque más de 20.000 km², parece ser una cecilia bastante abundante y suficientemente adaptable como para que no se considere apropiado clasificarla con los organismos seriamente amenazados. Las mayores amenazas parecen ser la contaminación del agua y la del suelo por productos agroquímicos, y la pérdida de hábitat.
Se ha hallado en sitios bien protegidos como las reservas forestales de Sinharaja, Dellawa, Montes Knuckles y Udawattakele.

## Morfología
Cuando se produce la eclosión, las larvas, que miden entonces unos 4 cm, presentan en el exterior sus branquias ya plenamente formadas, si bien aún está presente en cada lado del cuello el llamado «espiráculo branquial». Los ojos pueden distinguirse con claridad. Presentan estas larvas vestigios de patas posteriores.
El adulto alcanza hasta unos 45 cm de longitud, si bien lo habitual es que mida de 10 a 20. El grosor es de 1,6 cm. Presenta unos 400 anillos. La coloración dorsal es marrón oscura o negra con reflejos azulados; en cada flanco presenta una franja de color amarillo vivo; la coloración ventral es marrón clara. 
Los ojos son negros; entre ellos y las narinas, se sitúan los tentáculos. 

## Biología

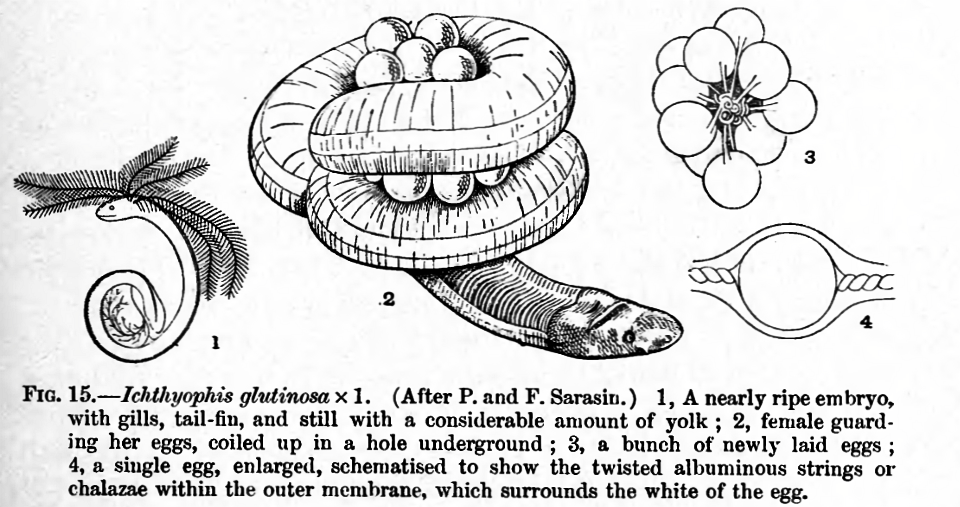
Ichthyophis glutinosus (según P. Sarasin y F. Sarasin). 1: Un embrión ya cerca de la eclosión del huevo, aún con mucha yema. Se distinguen las branquias y la aleta caudal. 2: Hembra cuidando los huevos, enroscada en una madriguera subterránea. 3: Puesta reciente. 4: Esquema de un huevo que muestra la calaza que sujeta la yema.

En la temporada de marzo a septiembre, la hembra encinta se entierra en el fango y lleva a cabo una puesta de 10 a 24 huevos que después rodeará para su protección.
Las larvas son acuáticas. Tras la eclosión, emigran a cuerpos de agua próximos.  
Los adultos llevan vida subterránea. Habitan en bosques tropicales de  hoja perenne, pantanos, pastizales, arrozales, plantaciones destinadas a la obtención de caucho, granjas, huertos y jardines. Son hallados a menudo en el humus, en materia vegetal en otras fases de descomposición y en el  estiércol. Es una especie ovípara, que hace la puesta en tierra.
El mayor tamaño entre los huevos de anfibios corresponde a los de esta especie: hasta 42 mm de largo.
El sentido del olfato, muy desarrollado, se sirve de las narinas, y también del órgano de Jacobson; este último, además, está en conexión con los tentáculos. 
Se alimenta sobre todo de gusanos, de insectos y de otros invertebrados, pero también de vertebrados como lagartijas y pequeños roedores.